# پوستا توشیمیا
پوستا توشیمیا (به صربی: Pusta Tušimlja) یک منطقهٔ مسکونی در صربستان است که در نووی پازار واقع شده‌است.